# مباني الاتحاد
تُشكِّل مباني الاتحاد المقر الرسمي لحكومة جنوب أفريقيا، كما تضم مكاتب رئيس جنوب أفريقيا. تقع المباني المهيبة في بريتوريا، على قمة مينيجيسكوب في الطرف الشمالي من أركاديا، على مقربة من ساحة الكنيسة التاريخية ونصب فورتريكر. تقع حدائق المباني الكبيرة بين شارع الحكومة وشارع فيرميولين الشرقية وشارع الكنيسة والطريق 104 وشارع بلاكوود. شارع فايرفيو هو طريق مغلق حيث يمكن للمسؤولين فقط الدخول إلى مباني الاتحاد. على الرغم من أنها لا تقع في وسط بريتوريا، تحتل مباني الاتحاد أعلى نقطة في بريتوريا، وتُشكِّل موقعاً للتراث الوطني لجنوب أفريقيا.

## وصلات خارجية
- Office of the President of South Africa
- 360 degree Virtual Tour of the Union Buildings
- 50th Anniversary of the 1956 Woman's March – with pics of the original event نسخة محفوظة 28 أغسطس 2006 على موقع واي باك مشين.
- Site by The Union Buildings Complex، على وكالة الموارد التراثية في جنوب أفريقيا